# クレヴァルコーレ
クレヴァルコーレ（伊: Crevalcore）は、イタリア共和国エミリア＝ロマーニャ州ボローニャ県にある、人口約13,800人の基礎自治体（コムーネ）。

## 地理

### 位置・広がり

#### 隣接コムーネ
隣接するコムーネは以下の通り。括弧内のMOはモデナ県、FEはフェラーラ県所属を示す。
- カンポサント (MO)
- チェント (FE)
- フィナーレ・エミーリア (MO)
- ノナントラ (MO)
- ラヴァリーノ (MO)
- サン・ジョヴァンニ・イン・ペルシチェート
- サンターガタ・ボロニェーゼ

### 気候分類・地震分類
クレヴァルコーレにおけるイタリアの気候分類 (it) および度日は、zona E, 2238 GGである。
また、イタリアの地震リスク階級 (it) では、zona 3 (sismicità bassa) に分類される。

## 行政

### 分離集落
クレヴァルコーレには、以下の分離集落（フラツィオーネ）がある。
- Bevilacqua, Bolognina, Caselle, Galeazza, Guisa, Palata Pepoli, Ronchi, Sammartini